# Nachtmann-Silies
Nachtmann-Silies ist eine deutsche Künstlergruppe, bestehend aus Till Nachtmann (* 1973 in Reutlingen) und Stefan Silies (* 1976 in Emsbüren).

## Werdegang
Till Nachtmann studierte in der Filmklasse an der Kunstakademie Münster bei Lutz Mommartz und Andreas Köpnick. Außerdem studierte er Romanistik an der Westfälischen Wilhelms-Universität in Münster. Sein Studium schloss er mit dem Staatsexamen, bzw. mit dem Akademiebrief ab. Er ist Meisterschüler bei Andreas Köpnick. Till Nachtmann lebt und arbeitet in Köln.
Stefan Silies studierte in der Filmklasse der Kunstakademie Münster bei Lutz Mommartz und Andreas Köpnick. Parallel studierte er Mathematik an der Westfälischen Wilhelms-Universität in Münster. Die Kunstakademie verließ er als Meisterschüler mit dem Akademiebrief. Anschließend studierte er Medienkunst als Postgraduierter an der Kunsthochschule für Medien Köln bei Dieter Jung. Er lebt und arbeitet in Köln.

## Preise und Auszeichnungen
- Europa-Stipendium der Kunstakademie Münster, 2000.
- Stipendium des Cusanuswerkes (Silies), 2001 bis 2006.
- Atelierstipendium der Stadt Münster (Silies), 2002.
- Artist in Residence am Center for Holographic Arts, New York (Silies), 2004.
- Artist in Residence Mujini Art Project, Kwangju, Südkorea (Silies), 2006.
- Bundespreis „Kinder zum Olymp“, 2007.
- Artist in Residence, Hwaseung, Südkorea, 2008.
- Kultur prägt, Düsseldorf, 2009[1]
- Stipendium des AV-Gründerzentrum NRW, 2011[2]

## Betätigungsfelder
Till Nachtmann und Stefan Silies arbeiten an Filmen und Installationen mit Sockenpuppen. Sie produzieren Puppenfilme u. a. für die Sendung mit dem Elefanten.
Zusätzlich stellen sie Lichtobjekte her. Sie veranstalten in Zusammenarbeit mit dem Musikerduo Bassfrucht Laserkonzerte.
Seit Januar 2008 betreiben sie zusätzlich die Galerie 15½ in Köln-Ehrenfeld, die sie zusammen mit Roman von Halassy gegründet haben. Die Galerie zeigt Arbeiten mit deutlich experimentellem Ansatz von zeitgenössischen, internationalen Künstlern. Zu den bisher ausgestellten Künstlern gehören u. a. die Holographin Martina Mrongrovius (AUS), der Choreograph Ric Oquita (USA) und der Filmemacher und Maler Clement Page (UK) sowie der Konzeptkünstler Ruppe Koselleck (D).
Im Sommer 2009 arbeiteten Till Nachtmann und Stefan Silies zusammen mit Samy Challah an einem Puppenspielfilm in und um Köln. Der Film mit dem Titel „Rumpe und Tuli“ wurde Anfang 2010 fertiggestellt und hatte seinen Kinostart am 26. August 2010. „Rumpe und Tuli“ ist seit Herbst 2011 auf DVD erhältlich.

## Ausstellungen und Ausstellungsbeteiligungen
2005
- Touristenversteck, Kunstverein Dortmund
- Kleine Sonnen, Rathausgalerie Odenthal
- Altitude 05, Medienhochschule Köln

2006
- Lieber Friedrich, Fridericianum Kassel
- Mujini Art Project, Kwangju, Südkorea
- Photon, artpa Leipzig
- Voorkamer, Lier, Belgien

2007
- Fremdenzimmer, Bochum
- Laserkonzert, Köln

2008
- Filmfest Lünen
- „Der verzauberte Leutnant“, Galerie Brot und Spiele, Berlin

2009
- „Der verzauberte Leutnant“, Heliosleuchtturm, Köln

2010
- „Urban Cologne“, Kunstverein artrmx, Köln
- „Vierzehn Antworten...“, NRW.Bank, Münster

## Veröffentlichungen
- Rumpe und Tuli, Puppenfilm, DVD, 2011, EAN-Code: 4047179613583[6]
- Sterne, Eigenverlag, Ausstellungskatalog, 2008.
- Fremdenzimmer, Hg. Bochumer Kulturrat, Ausstellungskatalog, 2007, ISBN 978-3-9810383-4-7.
- Touristenversteck, Hg. Dortmunder Kunstverein, Ausstellungskatalog, 2005, ISBN 3-938847-00-X.